# Кох, Марита
Марита Кох (нем. Marita Meier-Koch; род. 18 февраля 1957, Висмар, ГДР) — восточногерманская легкоатлетка, специализировалась на коротком и длинном спринте.

## Биография

### Ранние годы
Марита Кох родилась в восточногерманском городе Висмар 18 февраля 1957 года. Её спортивный талант проявился ещё в детстве, когда на школьных спортивных соревнованиях она перегоняла мальчиков-старшеклассников. Здесь её заметил Вольфганг Майер (нем. Wolfgang Meier, род. 1942), военно-морской инженер, работавший по совместительству тренером по лёгкой атлетике. В 15-летнем возрасте личный рекорд Мариты в беге на 400 метров составлял 60,3 с.
После сдачи школьных экзаменов Марита поступила на медицинский факультет Ростокского университета. Диплом о высшем образовании Марита так и не получила, Вольфганг Майер последовал за ней в Росток и уговорил всерьёз заняться лёгкой атлетикой. Вскоре они стали мужем и женой.

### Начало спортивной карьеры
Результаты юной спортсменки быстро росли. Первый международный успех пришёл к 18-летней Марите в 1975 году на чемпионате Европы среди юниоров в Афинах, где она завоевала серебряную медаль в беге на 400 метров и стала чемпионкой в составе эстафетной команды ГДР. В этом году она впервые попала в десятку сильнейших спортсменок мира с результатом 51,60 с.
Разрыв мышцы не позволил Марите принять участие в Олимпийских играх 1976 года в Монреале.. Заняв третье место в четвертьфинальном забеге с результатом 51,87 с, она прошла в полуфинал, но отказалась от вступления. Тем не менее, в этом году с результатом 50,19 она стала четвёртой в списке сильнейших бегуний на 400 метров. Быстрее бегали только три олимпийских медалистки — легендарная польская спортсменка Ирена Шевиньска, установившая в Монреале мировой рекорд (49,29 с), и две соотечественницы Мариты — экс-рекордсменка мира (49,77 с) Кристина Бремер и Эллен Штрейдт.
В 1977 году Марита стала серебряным призёром Кубка мира на дистанции 400 м, пропустив вперёд только Ирену Шевиньску. В последующие 4 года она ни разу не проиграет на этой дистанции.

### 1978—1979
В 1978 году Марита Кох поднялась на вершину спортивного Олимпа. 28 мая в Эрфурте она установила свой первый мировой рекорд, пробежав дистанцию 200 метров за 22,06 секунды. 2 июля того же года в Лейпциге она пробежала 400 метров за 49,19 с, улучшив на одну десятую рекорд Ирены Шевиньской. Марита участвовала в соревнованиях на дистанциях 50, 100 и 200 метров, где с ней серьёзно конкурировали подруга по команде Марлиз Гёр и американка Эвелин Эшфорд, выигравшая у Кох на 200-метровой дистанции на Кубке мира 1979 года. 400-метровая дистанция оставалась коронной дисциплиной Мариты, где она в течение нескольких лет не имела равных. Прекрасная подготовка на дистанциях 100 и 200 метров, особенно взрывной старт, была хорошим подспорьем в длинном спринте. В 1978 году она ещё дважды улучшала мировой рекорд в беге на 400 метров — 49,03 и 48,94 с. Последний результат она показала 31 августа на чемпионате Европы в Праге, где завоевала золотую медаль в беге на 400 метров и ещё одну — в эстафете 4×400 м.
Сезон 1979 года Марита начинает в прекрасной спортивной форме. 3 июня в Лейпциге она улучшает свой мировой рекорд на дистанции 200 м — 22,02 с. Проходит всего неделя, и 10 июня в Карл-Маркс-Штадте она впервые в истории лёгкой атлетики преодолевает дистанцию быстрее 22 секунд — 21,71.
Результат 21,71 с стал знаковым для европейских бегуний: его долго не удавалось превзойти, хотя повторить удалось трижды, — один раз это сделала сама Марита Кох в 1984 году и дважды её соотечественница Хайке Дрекслер в 1986 году. Результат 21,71 с сохранял статус рекорда Европы до 28 августа 2015 года (в этот день в рамках чемпионата мира по лёгкой атлетике в Пекине голландская бегунья Дафна Шипперс обновила его, пробежав дистанцию 200 м за 21,63 с).
Вслед за рекордами на 200-метровой дистанции последовали два рекорда на 400-метровке. 29 июля и 4 августа 1979 года на соревнованиях в Потсдаме и Турине Марита показывает результаты 48,89 и 48,60 с. 16 августа того же года она становится обладательницей Кубка мира, в четвёртый раз за свою спортивную карьеру пробежав дистанцию быстрее 49 секунд — 48,97 с.

### 1980 год. Олимпийские игры в Москве
Не связанной профессионально с лёгкой атлетикой широкой публике Марита Кох стала известна только в 1980 году, когда выиграла две медали на Олимпийских играх 1980 года в Москве — золото на 400-метровой дистанции и серебро в эстафете 4×400 метров.

### 1981—1982 годы
В 1981 году Марита Кох потерпела первое за многие годы поражение на 400-метровой дистанции от своей главной соперницы Ярмилы Кратохвиловой из Чехословакии.
В 1982 году Марита установила очередной мировой рекорд. 8 сентября на чемпионате Европы в Афинах она победила на дистанции 400 метров с результатом 48,16 секунды, а затем завоевала золотую медаль в эстафете 4х400 метров.

### 1983 год. Чемпионат мира в Хельсинки
В 1983 году Марита практически не бегает свою основную дистанцию 400 метров и концентрируется на коротком спринте. На первом чемпионате мира в Хельсинки она завоёвывает три золотые медали — на дистанции 200 метров и в эстафетах 4×100 и 4×400 метров. Кроме того, она завоевывает серебряную медаль на 100-метровке. На том же чемпионате Ярмила Кратохвилова отобрала у Мариты Кох её мировой рекорд в беге на 400 метров, впервые в истории лёгкой атлетики пробежав дистанцию быстрее 48 секунд — 47,99 секунды.

### 1984—1986 годы
В 1984 году Марита Кох находилась на пике своей спортивной карьеры. Она напряжённого готовилась к Олимпийским играм в Лос-Анджелесе, которые должны были стать её звёздным часом. В июне-июле она трижды пробегает дистанцию 400 метров быстрее 49 секунд. Однако участвовать в Олимпиаде Марите не пришлось из-за олимпийского бойкота, организованного руководством СССР и поддержанного всеми странами социалистического лагеря, кроме Румынии. Вместо этого ей пришлось участвовать в альтернативных играх «Дружба-84», женская легкоатлетическая программа которых проходила в Праге 16-18 августа. Марита Кох выиграла соревнования на дистанции 400 метров с прекрасным временем — 48,16 с, который стал повторением её личного рекорда и вторым результатом в истории лёгкой атлетики. Это было почти на 0,7 секунды лучше, чем результат победительницы Олимпиады в Лос-Анджелесе Валери Бриско-Хукс. Тем не менее, как говорила сама Марита, олимпийский бойкот стал одним из самых сильных разочарований в её жизни.
Упущенные возможности она попыталась восполнить в 1985 году на Кубке мира в Канберре, где она завоевала три золотые медали (бег на 200 и 400 метров, эстафета 4×400 метров) и установила феноменальный, до сих пор  не побитый рекорд мира на 400-метровой дистанции — 47,60 с.
Марита готовилась выступить и на Олимпийских играх 1988 года, но была вынуждена отказаться от участия из-за старых травм и покинула большой спорт.
Ольга Брызгина вспоминала в 2009 году: "Она всегда была первая, она показывала просто фантастические результаты на многих дистанциях. 400 м она пробежала за 47,6 секунд – это просто фантастика. Кстати, этот рекорд не побит до сих пор и, наверное, еще лет сто продержится.  Только после того, когда Кох завершила свою карьеру, я впервые выиграла Олимпийские игры в 1988 году".

## Подозрение в допинге
Как и многие другие атлеты бывшей ГДР, Марита попала под подозрение в употреблении допинга. Более 30 лет никто из современных спортсменок не может даже отдалённо приблизиться к её результатам.
В 1991 году усилиями активистов антидопингового движения Бригиты Берендонк и Вернера Франке, были обнародованы данные о массовой фальсификации при подготовке спортсменов ГДР. В частности было признано, что Марита Кох принимала дозы анаболического стероида Орал-туринабола с целью повышения результатов. Сама Марита отказывается комментировать это расследование, сообщая, например, что в 1983 году, во время чемпионата мира по лёгкой атлетике, она неоднократно успешно проходила допинг-тесты.

## Личная жизнь
С 1975 года замужем за тренером Вольфгангом Майером. В настоящее время живёт в Ростоке, владеет магазином модной одежды. Дочь Ульрика (род. 1989) изучает германистику и политику в Ростокском университете.

## В филателии
Марите Кох посвящена почтовая марка КНДР номиналом 40 чон из серии о победителях Олимпиады-80, выпущенной 20 октября 1980 года.

## Результаты
Лучшие результаты по годам
| Год                    | 1975  | 1976  | 1977  | 1978  | 1979  | 1980  | 1981  | 1982  | 1983  | 1984  | 1985  | 1986  |
| ---------------------- | ----- | ----- | ----- | ----- | ----- | ----- | ----- | ----- | ----- | ----- | ----- | ----- |
| Бег на 100 метров (с)  |       |       | 11,28 | 11,16 | 11,12 | 10,99 | 11,16 | 11,01 | 10,83 | 11,13 | 10,97 |       |
| Место в мировом списке |       |       | 11    | 4     | 4     | 3     | 8     | 5     | 3     | 12    | 3     |       |
| Бег на 200 метров (с)  |       | 22,70 | 22,38 | 22,06 | 21,71 | 22,34 |       | 21,76 | 21,82 | 21,71 | 21,78 | 22,20 |
| Место в мировом списке |       | 7     | 2     | 1     | 1     | 6     |       | 1     | 1     | 1     | 1     | 6     |
| Бег на 400 метров (с)  | 51,60 | 50,19 | 49,53 | 48,94 | 48,60 | 48,88 | 49,27 | 48,16 |       | 48,16 | 47,60 | 48,22 |
| Место в мировом списке | 8     | 4     | 2     | 1     | 1     | 1     | 2     | 1     |       | 1     | 1     | 1     |

Все результаты лучше 51,00 c на дистанции 400 метров
| 1976  |     |                  |            |                  |     |
| 50,60 | 1h  | Дрезден          | 08.05.1976 |                  | PB  |
| 50,46 | 2   | Дрезден          | 09.05.1976 |                  | PB  |
| 50,61 | 2h3 | Дрезден          | 19.05.1976 |                  |     |
| 50,47 | 2   | Дрезден          | 19.05.1976 |                  |     |
| 50,49 | 1h  | Карл-Маркс-Штадт | 29.05.1976 |                  |     |
| 50,74 | 1   | Карл-Маркс-Штадт | 30.05.1976 |                  |     |
| 50,19 | 3   | Берлин           | 10.07.1976 |                  | PB  |
| 1977  |     |                  |            |                  |     |
| 50,61 | 1   | Карл-Маркс-Штадт | 25.06.1977 |                  |     |
| 50,09 | 1   | Лейпциг          | 27.07.1977 |                  | PB  |
| 49,68 | 1   | Дрезден          | 07.08.1977 |                  | PB  |
| 49,53 | 1   | Хельсинки        | 13.08.1977 |                  | PB  |
| 49,76 | 2   | Дюссельдорф      | 03.09.1977 |                  |     |
| 1978  |     |                  |            |                  |     |
| 50,72 | 1h2 | Лейпциг          | 01.07.1978 | Чемпионат ГДР    |     |
| 49,19 | 1   | Лейпциг          | 02.07.1978 | Чемпионат ГДР    | WR  |
| 49,03 | 1   | Потсдам          | 19.08.1978 |                  | WR  |
| 48,94 | 1   | Прага            | 31.08.1978 | Чемпионат Европы | WR  |
| 1979  |     |                  |            |                  |     |
| 48,89 | 1   | Потсдам          | 29.07.1979 |                  | WR  |
| 48,60 | 1   | Турин            | 04.08.1979 |                  | WR  |
| 48,97 | 1   | Монреаль         | 26.08.1979 | Кубок мира       |     |
| 1980  |     |                  |            |                  |     |
| 49,95 | 1h1 | Йена             | 17.05.1980 |                  |     |
| 49,15 | 1   | Эрфурт           | 18.05.1980 |                  |     |
| 49,74 | 1   | Потсдам          | 13.07.1980 |                  |     |
| 49,55 | 1   | Котбус           | 17.07.1980 | Чемпионат ГДР    |     |
| 50,57 | 1s1 | Москва           | 27.07.1980 |                  |     |
| 48,88 | 1   | Москва           | 28.07.1980 |                  |     |
| 1981  |     |                  |            |                  |     |
| 49,65 | 1   | Тбилиси          | 26.06.1981 |                  |     |
| 49,64 | 1   | Йена             | 08.08.1981 | Чемпионат ГДР    |     |
| 49,43 | 1   | Загреб           | 15.08.1981 |                  |     |
| 49,27 | 2   | Рим              | 06.09.1981 |                  |     |
| 1982  |     |                  |            |                  |     |
| 49,87 | 2   | Эрфурт           | 30.05.1982 |                  |     |
| 49,49 | 1   | Котбус           | 25.06.1982 |                  |     |
| 48,77 | 1   | Карл-Маркс-Штадт | 09.07.1982 |                  |     |
| 48,87 | 1   | Брюссель         | 27.08.1982 |                  |     |
| 50,22 | 1h1 | Афины            | 07.09.1982 | Чемпионат Европы |     |
| 48,16 | 1   | Афины            | 08.09.1982 | Чемпионат Европы | WR  |
| 49,58 | 1   | Токио            | 24.09.1982 |                  |     |
| 1984  |     |                  |            |                  |     |
| 49,44 | 1   | Потсдам          | 25.05.1984 |                  |     |
| 49,96 | 1h1 | Эрфурт           | 01.06.1984 | Чемпионат ГДР    |     |
| 48,86 | 1   | Эрфурт           | 02.06.1984 | Чемпионат ГДР    |     |
| 48,89 | 1   | Берлин           | 15.07.1984 |                  |     |
| 48,26 | 1   | Дрезден          | 27.07.1984 |                  |     |
| 50,29 | 2h1 | Прага            | 16.08.1984 |                  |     |
| 48,16 | 1rA | Прага            | 17.08.1984 |                  | PB= |
| 1985  |     |                  |            |                  |     |
| 48,97 | 1   | Берлин           | 22.09.1985 |                  |     |
| 47,60 | 1   | Канберра         | 06.10.1985 | Кубок мира       | WR  |
| 1986  |     |                  |            |                  |     |
| 49,24 | 1   | Дрезден          | 16.08.1986 | «Золотой овал»   |     |
| 50,74 | 1s2 | Штутгарт         | 27.08.1986 | Чемпионат Европы |     |
| 48,22 | 1   | Штутгарт         | 28.08.1986 | Чемпионат Европы |     |
| 49,28 | 1   | Брюссель         | 05.09.1986 |                  |     |
| 49,17 | 1   | Рим              | 10.09.1986 | Финал Гран-при   |     |

## Личные рекорды

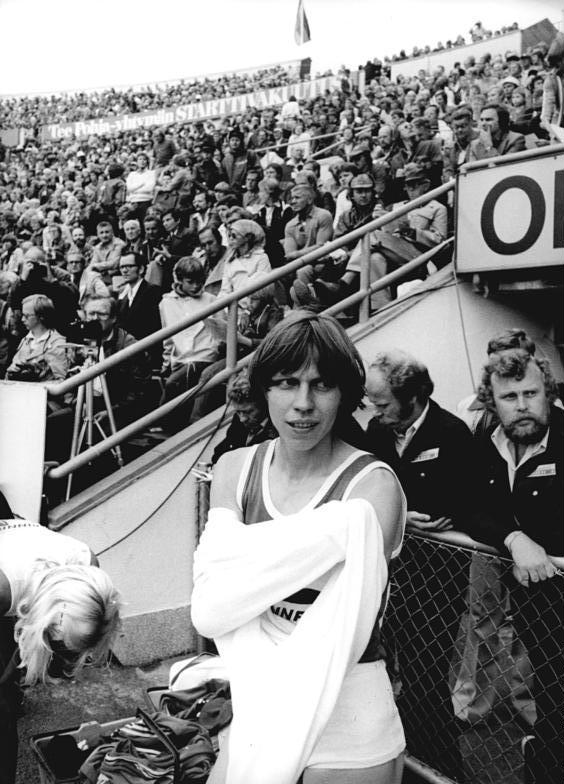

| Дисциплина             | Результат | Год  | Место            |
| ---------------------- | --------- | ---- | ---------------- |
| 60 м                   | 7.04      | 1985 | Зенфтенберг      |
| 100 м                  | 10.83     | 1983 | Берлин           |
| 200 м                  | 21.71     | 1979 | Карл-Маркс-Штадт |
| 400 м (мировой рекорд) | 47.60     | 1985 | Канберра         |

## Другие статьи
- Хронология мировых рекордов в беге на 200 метров (женщины)
- Хронология мировых рекордов в беге на 400 метров (женщины)

### Статистика
- Marita Koch — профиль на сайте IAAF (англ.)

### Статьи
- Simon Turnbull After a quarter of a century, Koch remains untouchable. — The Independent, Sunday 05 September 2010.
- Jörg Wenig Marita Koch’s former coach sets up a sprint team in Rostock and aims for Athens. — IAAF News, Friday, 02 February 2001.
- Philip Hersh Ex-sprint Queen Hears Drug Doubts. Koch Defends Her Career. — Chicago Tribune, September 14, 2000.
- Marita Koch Leads East German Women. — Chicago Tribune, October 08, 1985.
- Hubertus von Hörsten Marita Meier-Koch: Ich bin ein Olympia-Pechvogel. — Spiegel, 14.09.2000.
- Marita Koch — 400-m-Weltrekordlerin aus früheren Zeiten — подборка фотографий на сайте www.ndr.de.
- Andreas Schlebach Marita Koch — Viertelmeilerin von einem anderen Stern? — на сайте www.ndr.de.
- Marita Kochs Top Ten über 400 Meter — на сайте www.ndr.de.

### Видео
- Marita Koch Women’s 400m World Record — видео финала бега на 400 метров на Кубке мира 1985 года в Канберре, где Марита Кох установила мировой рекорд 47,60 с.
- Marita Koch 47.60 RM 400 metros Canberra 6-Oct-1985 — видео финала бега на 400 метров на Кубке мира 1985 года в Канберре, где Марита Кох установила мировой рекорд 47,60 с.